# National Basketball League 1940-1941
La stagione di National Basketball League 1940-1941 fu la quarta nella storia della National Basketball League. Vinsero il titolo gli Oshkosh All-Stars.

## Risultati

### Stagione regolare
| Squadra                      | V  | P  | %    |
| ---------------------------- | -- | -- | ---- |
| Oshkosh All-Stars            | 18 | 6  | 75,0 |
| Akron Firestone Non-Skids    | 13 | 11 | 54,2 |
| Sheboygan Red Skins          | 13 | 11 | 54,2 |
| Detroit Eagles               | 12 | 12 | 50,0 |
| Akron Goodyear Wingfoots     | 11 | 13 | 45,8 |
| Chicago Bruins               | 11 | 13 | 45,8 |
| Hammond Ciesar All-Americans | 6  | 18 | 25,0 |

### Play-off
|  | Semifinali Al meglio delle tre partite | Semifinali Al meglio delle tre partite | Semifinali Al meglio delle tre partite | Semifinali Al meglio delle tre partite | Semifinali Al meglio delle tre partite |  |  | Finale Al meglio delle tre partite | Finale Al meglio delle tre partite | Finale Al meglio delle tre partite | Finale Al meglio delle tre partite | Finale Al meglio delle tre partite |  |
|  |                                        |                                        |                                        |                                        |                                        |  |  |                                    |                                    |                                    |                                    |                                    |  |
|  | 1                                      | Oshkosh All-Stars                      | Oshkosh All-Stars                      | 30                                     | 47                                     |  |  |                                    |                                    |                                    |                                    |                                    |  |
|  | 3                                      | Akron Non-Skids                        | Akron Non-Skids                        | 28                                     | 41                                     |  |  | 1                                  | Oshkosh All-Stars                  | Oshkosh All-Stars                  | 53                                 | 54                                 |  |
|  | 2                                      | Sheb. Red Skins                        | 32                                     | 22                                     | 54                                     |  |  | 2                                  | Sheb. Red Skins                    | Sheb. Red Skins                    | 38                                 | 36                                 |  |
|  | 4                                      | Detroit Eagles                         | 43                                     | 19                                     | 40                                     |  |  |                                    |                                    |                                    |                                    |                                    |  |

## Vincitore
| Campione NBL 1940-1941        |
| ----------------------------- |
| Oshkosh All-Stars (1º titolo) |

## Premi NBL
- NBL Most Valuable Player: Ben Stephens, Akron Goodyear Wingfoots
- NBL Rookie of the Year: Ed Sadowski, Detroit Eagles
- NBL Coach of the Year: George Hotchkiss, Oshkosh All-Stars
- All-NBL First Team
  - Leroy Edwards, Oshkosh All-Stars
  - Buddy Jeannette, Detroit Eagles
  - Jack Ozburn, Akron Firestone Non-Skids
  - Ed Sadowski, Detroit Eagles
  - Charley Shipp, Oshkosh All-Stars
  - Ben Stephens, Akron Goodyear Wingfoots
- All-NBL Second Team
  - Bob Calihan, Detroit Eagles
  - Bill Hapac, Chicago Bruins
  - Wibs Kautz, Chicago Bruins
  - Bobby Neu, Hammond Ciesar All-Americans
  - Jake Pelkington, Akron Goodyear Wingfoots
  - Ralph Vaughn, Chicago Bruins